# François Fratellini
François Fratellini (París, 19 de enero de 1879-París, 19 de junio de 1951) fue un payaso de circo francés. 

## Biografía
Actuó como un elegante payaso blanco. Era miembro de la estirpe circense de la Familia Fratellini. Tenía dos hermanos, que también fueron payasos de circo, Paul Fratellini (1877-1940) y Albert Fratellini (1886-1961).
Fratellini falleció en París en 1951. 